# Circonscription électorale de Soria
Ne doit pas être confondu avec Circonscription autonomique de Soria.
La circonscription électorale de Soria est l'une des cinquante-deux circonscriptions électorales espagnoles utilisées comme divisions électorales pour les élections générales espagnoles.
Elle correspond géographiquement à la province de Soria.

## Historique
Elle est instaurée en 1977 par la loi pour la réforme politique puis confirmée avec la promulgation de la Constitution espagnole qui précise à l'article 68 alinéa 2 que chaque province constitue une circonscription électorale.

## Congrès des députés

### Synthèse
|             |       | 1977 | 1979 | 1982 | 1986 | 1989 | 1993 | 1996 | 2000 | 2004 | 2008 | 2011 | 2015 | 2016 | 04/19 | 11/19 | 2023 |
| ----------- | ----- | ---- | ---- | ---- | ---- | ---- | ---- | ---- | ---- | ---- | ---- | ---- | ---- | ---- | ----- | ----- | ---- |
| UCD         |       | 3    | 2    | 1    |      |      |      |      |      |      |      |      |      |      |       |       |      |
| AP & alliés |       |      |      | 1    | 2    |      |      |      |      |      |      |      |      |      |       |       |      |
| PSOE        |       |      | 1    | 1    | 1    | 1    | 1    | 1    | 1    | 1    | 1    | 1    | 1    | 1    | 1     | 1     | 1    |
| PP          |       |      |      |      |      | 2    | 2    | 2    | 2    | 2    | 1    | 1    | 1    | 1    | 1     | 1     | 1    |
|             |       |      |      |      |      |      |      |      |      |      |      |      |      |      |       |       |      |
| Total       | Total | 3    | 3    | 3    | 3    | 3    | 3    | 3    | 3    | 3    | 2    | 2    | 2    | 2    | 2     | 2     | 2    |

### 1977
| Parti | Parti | Députés                                                                    |
| ----- | ----- | -------------------------------------------------------------------------- |
| UCD   |       | Gabriel Cisneros, Juan Ignacio Sáenz-Díez Gándara, José Luis Calvo Morales |

### 1979
| Parti | Parti | Députés                                           |
| ----- | ----- | ------------------------------------------------- |
| UCD   |       | Gabriel Cisneros, Juan Ignacio Sáenz-Díez Gándara |
| PSOE  |       | Manuel Núñez Encabo                               |

### 1982
| Parti  | Parti | Députés                            |
| ------ | ----- | ---------------------------------- |
| AP-PDP |       | Anastasio Fernando Modrego Vitoria |
| PSOE   |       | Manuel Núñez Encabo                |
| UCD    |       | Gabriel Cisneros                   |

### 1986
| Parti | Parti | Députés                               |
| ----- | ----- | ------------------------------------- |
| CP    |       | Juan José Lucas, Jesús Borque Guillén |
| PSOE  |       | Manuel Núñez Encabo                   |

- Juan José Lucas est remplacé en septembre 1987 par María Luisa Banzo Amat.

### 1989
| Parti | Parti | Députés                                           |
| ----- | ----- | ------------------------------------------------- |
| PP    |       | Juan José Lucas, Efrén Luciano Martínez Izquierdo |
| PSOE  |       | Manuel Núñez Encabo                               |

- Juan José Lucas est remplacé en juin 1991 par José Antonio de Miguel Nieto.

### 1993
| Parti | Parti | Députés                                        |
| ----- | ----- | ---------------------------------------------- |
| PP    |       | Jesús Posada, Efrén Luciano Martínez Izquierdo |
| PSOE  |       | José María Martínez Laseca                     |

### 1996
| Parti | Parti | Députés                                        |
| ----- | ----- | ---------------------------------------------- |
| PP    |       | Jesús Posada, Efrén Luciano Martínez Izquierdo |
| PSOE  |       | José María Martínez Laseca                     |

### 2000
| Parti | Parti | Députés                             |
| ----- | ----- | ----------------------------------- |
| PP    |       | Jesús Posada, María Jesús Ruiz Ruiz |
| PSOE  |       | José María Martínez Laseca          |

- María Jesús Ruiz Ruiz est remplacée en septembre 2003 par Martín Ángel Casado Miranda.

### 2004
| Parti | Parti | Députés                              |
| ----- | ----- | ------------------------------------ |
| PP    |       | Jesús Posada, Elías Arribas Aragonés |
| PSOE  |       | Eloísa Álvarez Oteo                  |

### 2008
| Parti | Parti | Députés             |
| ----- | ----- | ------------------- |
| PP    |       | Jesús Posada        |
| PSOE  |       | Eloísa Álvarez Oteo |

### 2011
| Parti | Parti | Députés                |
| ----- | ----- | ---------------------- |
| PP    |       | Jesús Posada           |
| PSOE  |       | Félix Lavilla Martínez |

### 2015
| Parti | Parti | Députés      |
| ----- | ----- | ------------ |
| PP    |       | Jesús Posada |
| PSOE  |       | Javier Antón |

### 2016
| Parti | Parti | Députés      |
| ----- | ----- | ------------ |
| PP    |       | Jesús Posada |
| PSOE  |       | Javier Antón |

### Avril 2019
| Parti | Parti | Députés             |
| ----- | ----- | ------------------- |
| PSOE  |       | Javier Antón        |
| PP    |       | Tomás Cabezón Casas |

### Novembre 2019
| Parti | Parti | Députés             |
| ----- | ----- | ------------------- |
| PSOE  |       | Javier Antón        |
| PP    |       | Tomás Cabezón Casas |

### 2023
| Parti | Parti | Députés                       |
| ----- | ----- | ----------------------------- |
| PP    |       | Tomás Cabezón Casas           |
| PSOE  |       | Luis Alfonso Rey de las Heras |

## Sénat

### Synthèse
|              |       | 1977 | 1979 | 1982 | 1986 | 1989 | 1993 | 1996 | 2000 | 2004 | 2008 | 2011 | 2015 | 2016 | 04/19 | 11/19 | 2023 |
| ------------ | ----- | ---- | ---- | ---- | ---- | ---- | ---- | ---- | ---- | ---- | ---- | ---- | ---- | ---- | ----- | ----- | ---- |
| Indépendants |       | 4    | 3    | 1    |      |      |      |      |      |      |      |      |      |      |       |       |      |
| UCD          |       |      | 1    |      |      |      |      |      |      |      |      |      |      |      |       |       |      |
| AP & alliés  |       |      |      | 1    | 3    |      |      |      |      |      |      |      |      |      |       |       |      |
| PSOE         |       |      |      | 2    | 1    | 1    | 1    | 1    | 1    | 1    | 1    | 1    | 1    | 1    | 2     | 2     | 1    |
| PP           |       |      |      |      |      | 3    | 3    | 3    | 3    | 3    | 3    | 3    | 3    | 3    | 2     | 2     | 3    |
|              |       |      |      |      |      |      |      |      |      |      |      |      |      |      |       |       |      |
| Total        | Total | 4    | 4    | 4    | 4    | 4    | 4    | 4    | 4    | 4    | 4    | 4    | 4    | 4    | 4     | 4     | 4    |

### 1977
| Parti        | Parti | Sénateurs                                                                                 |
| ------------ | ----- | ----------------------------------------------------------------------------------------- |
| Indépendants |       | Ramiro Cercós Pérez, Fidel Carazo Hernández, José María García Royo, Jesús Borque Guillén |

### 1979
| Parti        | Parti | Sénateurs                                                         |
| ------------ | ----- | ----------------------------------------------------------------- |
| Indépendants |       | José María García Royo, Ramiro Cercós Pérez, Jesús Borque Guillén |
| UCD          |       | José García Laguna                                                |

### 1982
| Parti       | Parti | Sénateurs                                     |
| ----------- | ----- | --------------------------------------------- |
| PSOE        |       | Juan Cascante Cabrerizo, Carlos Hernández Gil |
| AP-PDP      |       | José María García Royo                        |
| Indépendant |       | Ramiro Cercós Pérez                           |

### 1986
| Parti | Parti | Sénateurs                                                        |
| ----- | ----- | ---------------------------------------------------------------- |
| CP    |       | José María García Royo, Javier Gómez Gómez, José Luis Liso Marín |
| PSOE  |       | Ramiro Cercós Pérez                                              |

### 1989
| Parti | Parti | Sénateurs                                                        |
| ----- | ----- | ---------------------------------------------------------------- |
| PP    |       | José María García Royo, Javier Gómez Gómez, José Luis Liso Marín |
| PSOE  |       | Ramiro Cercós Pérez                                              |

### 1993
| Parti | Parti | Sénateurs                                                        |
| ----- | ----- | ---------------------------------------------------------------- |
| PP    |       | José María García Royo, Javier Gómez Gómez, José Luis Liso Marín |
| PSOE  |       | Ramiro Cercós Pérez                                              |

### 1996
| Parti | Parti | Sénateurs                                                            |
| ----- | ----- | -------------------------------------------------------------------- |
| PP    |       | José Luis Liso Marín, Virgilio Velasco Bueno, Elías Arribas Aragonés |
| PSOE  |       | Félix Lavilla Martínez                                               |

### 2000
| Parti | Parti | Sénateurs                                                               |
| ----- | ----- | ----------------------------------------------------------------------- |
| PP    |       | Elías Arribas Aragonés, Ricardo Espuela Orgaz, Esther Vallejo De Miguel |
| PSOE  |       | Félix Lavilla Martínez                                                  |

### 2004
| Parti | Parti | Sénateurs                                                  |
| ----- | ----- | ---------------------------------------------------------- |
| PP    |       | Mar Angulo, Javier Marqués López, Esther Vallejo De Miguel |
| PSOE  |       | Félix Lavilla Martínez                                     |

### 2008
| Parti | Parti | Sénateurs                                                          |
| ----- | ----- | ------------------------------------------------------------------ |
| PP    |       | Mar Angulo, Javier Marqués López, Efrén Luciano Martínez Izquierdo |
| PSOE  |       | Félix Lavilla Martínez                                             |

### 2011
| Parti | Parti | Sénateurs                                         |
| ----- | ----- | ------------------------------------------------- |
| PP    |       | Mar Angulo, Abel Antón, Gerardo Martínez Martínez |
| PSOE  |       | Eloísa Álvarez Oteo                               |

- Mar Angulo (PP) est remplacée en juillet 2015 par María Ángeles Edita Moreno Esteban.

### 2015
| Parti | Parti | Sénateurs                                                  |
| ----- | ----- | ---------------------------------------------------------- |
| PP    |       | Gerardo Martínez Martínez, Mar Angulo, Tomás Cabezón Casas |
| PSOE  |       | María Irigoyen Pérez                                       |

### 2016
| Parti | Parti | Sénateurs                                                  |
| ----- | ----- | ---------------------------------------------------------- |
| PP    |       | Gerardo Martínez Martínez, Mar Angulo, Tomás Cabezón Casas |
| PSOE  |       | Jesús Manuel Alonso Jiménez                                |

### Avril 2019
| Parti | Parti | Sénateurs                                                  |
| ----- | ----- | ---------------------------------------------------------- |
| PSOE  |       | Jesús Manuel Alonso Jiménez, María Pilar Delgado Díez      |
| PP    |       | Laura Concepción Prieto Arribas, Gerardo Martínez Martínez |

### Novembre 2019
| Parti | Parti | Sénateurs                                               |
| ----- | ----- | ------------------------------------------------------- |
| PSOE  |       | Jesús Manuel Alonso Jiménez, María Pilar Delgado Díez   |
| PP    |       | María José Heredia de Miguel, Gerardo Martínez Martínez |

- Pilar Delgado (PSOE) est remplacée en octobre 2021 par Luis Alfonso Rey de las Heras.
- María José Heredia (PP) est remplacée en avril 2022 par José Manuel Hernando García.

### 2023
| Parti | Parti | Sénateurs                                                                           |
| ----- | ----- | ----------------------------------------------------------------------------------- |
| PP    |       | José Manuel Hernando García, Javier Jiménez Santamaría, María Cristina Rubio Blasco |
| PSOE  |       | Javier Antón                                                                        |